# Xinfangzi (köpinghuvudort i Kina, Jilin Sheng, lat 41,56, long 127,36)
Xinfangzi är en köpinghuvudort i Kina. Den ligger i provinsen Jilin, i den nordöstra delen av landet, omkring 310 kilometer sydost om provinshuvudstaden Changchun. Antalet invånare är 6 025. Befolkningen består av 2 843 kvinnor och 3 182 män. Barn under 15 år utgör 11,0 %, vuxna 15-64 år 79 %, och äldre över 65 år 9,0 %.
Runt Xinfangzi är det ganska glesbefolkat, med 24 invånare per kvadratkilometer. Närmaste större samhälle är Liudaogou, 15,3 km väster om Xinfangzi. I omgivningarna runt Xinfangzi växer i huvudsak blandskog.
Genomsnittlig årsnederbörd är 1 061 millimeter. Den regnigaste månaden är juli, med i genomsnitt 295 mm nederbörd, och den torraste är januari, med 12 mm nederbörd.